# مقاطعة فيرميليون (لويزيانا)
مقاطعة فيرميليون (بالإنجليزية: Vermilion Parish, Louisiana)‏ هي إحدى مقاطعات ولاية لويزيانا في الولايات المتحدة. تأسست سنة 1844، وتبلغ مساحتها 3984 كم2، بلغ عدد سكانها 57999 نسمة في عام 2010 حسب إحصاء مكتب تعداد الولايات المتحدة وتصل الكثافة السكانية فيها 18 نسمة/كم2.

## أعلام
- آيرون آيس كودي

## وصلات خارجية
- http://vermilionparishpolicejury.com/
- United States Counties